# سرو كاني
سرو كاني هي قرية في مقاطعة بيرانشهر، إيران. عدد سكان هذه القرية هو 1,250 في سنة 2006.